# Liste der Kulturdenkmale in Südstadt (Görlitz), H–Z
In der Liste der Kulturdenkmale in Südstadt (Görlitz), H–Z sind sämtliche Kulturdenkmale des Görlitzer Stadtteils Südstadt verzeichnet, die bis Oktober 2017 vom Landesamt für Denkmalpflege Sachsen erfasst wurden (ohne archäologische Kulturdenkmale) und deren Straßenname mit den entsprechenden Anfangsbuchstaben beginnt. Die Anmerkungen sind zu beachten.
Diese Liste ist eine Teilliste der Liste der Kulturdenkmale in Görlitz.

## Liste der Kulturdenkmale in Südstadt (Görlitz)
| Bild                                    | Bezeichnung | Lage                                                                                   | Datierung | Beschreibung | ID       |
| --------------------------------------- | --- | -------------------------------------------------------------------------------------- | --- | --- | -------- |
| Direkt Bild zu diesem Denkmal hochladen | Berggarten; Parkanlage | Heinzelstraße (südlich der Heinzelstraße) (Karte)                                      | 1941 | Vermutlich einstiger Villengarten der Heinzelstraße 9, von 1941, Umgestaltung 1961 durch den Görlitzer Gartenbaudirektor Henry Kraft, landschaftsgestaltend von Bedeutung | 09289038 |
| Direkt Bild zu diesem Denkmal hochladen | VVN-Denkmal | Heinzelstraße (Karte)                                                                  | Nach 1945 | Dreikantige Stele auf Platte, Bereich der Parkanlage Weinberg, geschichtlich von Bedeutung | 09302611 |
|                                         | Villa mit Garten | Heinzelstraße 3 (Karte)                                                                | Um 1910 | Baugeschichtlich von Bedeutung | 09289042 |
|                                         | Villa mit Einfriedung | Heinzelstraße 4 (Karte)                                                                | 1911 | Bauherr war der Kaufmann Albert Riese; baugeschichtlich von Bedeutung | 09280319 |
|                                         | Villa mit Einfriedung, Villengarten und Gartenpavillon | Heinzelstraße 6 (Karte)                                                                | Um 1910 (Villa); 1. Viertel 20. Jahrhundert (Villengarten)                                                                                               | Baugeschichtlich und gartenkünstlerisch von Bedeutung | 09289041 |
|                                         | Villa mit Einfriedung | Heinzelstraße 7 (Karte)                                                                | Um 1912 | Baugeschichtlich von Bedeutung | 09281392 |
|                                         | Villa | Heinzelstraße 8 (Karte)                                                                | Um 1910 | Im Dachbereich Zierfachwerk, baugeschichtlich von Bedeutung | 09280318 |
|                                         | Villa mit Villengarten und Einfriedung sowie Garage | Heinzelstraße 9 (Karte)                                                                | 1923 (Villa); 1. Viertel 20. Jahrhundert (Villengarten)                                                                                                  | Bauherr Richard Rau, Architekt Alfred Hentschel, baugeschichtlich und gartenkünstlerisch von Bedeutung | 09289043 |
| Direkt Bild zu diesem Denkmal hochladen | Einfahrtstor mit zwei gemauerten Pfeilern und schmiedeeisernem Gitter, dazu Reste der schmiedeeisernen Einfriedung | Heinzelstraße 10 (Karte)                                                               | Um 1910 | Straßenbildprägend von Bedeutung | 09302762 |
|                                         | Straßenbrücke über Eisenbahnstrecke Görlitz – Zittau (Neißetalbahn) | Holteistraße (zur Eichendorffstraße, Eisenbahnanlage) (Karte)                          | 3. Viertel 19. Jahrhundert | Sogenannte Teufelsbrücke, baugeschichtlich und technikgeschichtlich von Bedeutung | 09280317 |
|                                         | Villa mit Garteneinfriedung und Garten | Holteistraße 2 (Karte)                                                                 | Um 1908 | Baugeschichtlich von Bedeutung | 09280314 |
|                                         | Villa mit Garage | Holteistraße 3 (Karte)                                                                 | 1924 | Bauherr Fritz Müller, Architekt Alfred Hentschel, baugeschichtlich und architekturgeschichtlich von Bedeutung | 09280311 |
|                                         | Villa mit Einfriedung und Villengarten | Holteistraße 4 (Karte)                                                                 | Um 1930 (Villa); 1930er Jahre (Villengarten) | Baugeschichtlich und gartenkünstlerisch von Bedeutung | 09280309 |
| Weitere Bilder                          | Villa mit Einfriedung und Gartenhaus sowie Villengarten mit Sitzplatz und Bassin | Holteistraße 7 (Karte)                                                                 | 1916 bis 1918 (Villa); 1. Viertel 20. Jahrhundert (Villengarten)                                                                                         | Architekt Robert Weber in Dresden und Breslau, Bauherr Fabrikant Arnade, baugeschichtlich und gartenkünstlerisch von Bedeutung | 09280307 |
|                                         | Villa mit Einfriedung und Villengarten | Holteistraße 8 (Karte)                                                                 | Um 1908 (Villa); Anfang 20. Jahrhundert (Villengarten)                                                                                                   | Baugeschichtlich und gartenkünstlerisch von Bedeutung | 09280308 |
|                                         | Villa mit Garteneinfriedung und Garten | Holteistraße 9 (Karte)                                                                 | Um 1910 | Baugeschichtlich von Bedeutung | 09280310 |
|                                         | Villa mit Einfriedung und Villengarten, Gartenhaus und Springbrunnen mit Skulptur | Holteistraße 10 (Karte)                                                                | 1921 (Villa); 1. Viertel 20. Jahrhundert (Villengarten); 1916 (Gartenhaus)                                                                               | Baugeschichtlich und gartenkünstlerisch von Bedeutung | 09280312 |
|                                         | Villa mit Garteneinfriedung und Garten | Holteistraße 11 (Karte)                                                                | Um 1908 | Villa im Heimatstil, baugeschichtlich von Bedeutung | 09280313 |
|                                         | Haus im Haag; Villa mit Garten | Holteistraße 12 (Karte)                                                                | Um 1908 | Villa im Stil des Architekten Peter Behrens, baugeschichtlich von Bedeutung | 09280315 |
|                                         | Villa mit Garteneinfriedung und Garten | Holteistraße 14 (Karte)                                                                | 1923 | Baugeschichtlich von Bedeutung | 09280316 |
| Direkt Bild zu diesem Denkmal hochladen | Wohnblock mit drei Mehrfamilienwohnhäusern der Wohnanlage Im Bogen | Im Bogen 1, 3, 5 (Karte)                                                               | 1934–1936 | Beamten-Wohnungs-Verein zu Görlitz eGmbH; städtebaulich und stadtgeschichtlich von Bedeutung | 09302545 |
| Direkt Bild zu diesem Denkmal hochladen | Wohnblock mit zwei Mehrfamilienwohnhäusern der Wohnanlage Im Bogen | Im Bogen 2, 4 (Karte)                                                                  | 1934–1936 | Beamten-Wohnungs-Verein zu Görlitz eGmbH; städtebaulich und stadtgeschichtlich von Bedeutung | 09302547 |
|                                         | Wohnblock mit zwei Mehrfamilienwohnhäusern der Wohnanlage Im Bogen | Im Bogen 6, 8 (Karte)                                                                  | 1934–1936 | Beamten-Wohnungs-Verein zu Görlitz eGmbH; städtebaulich und stadtgeschichtlich von Bedeutung | 09302548 |
| Direkt Bild zu diesem Denkmal hochladen | Wohnblock mit vier Mehrfamilienwohnhäusern der Wohnanlage Im Bogen | Im Bogen 7, 9, 11, 13 (Karte)                                                          | 1934–1936 | Beamten-Wohnungs-Verein zu Görlitz eGmbH; städtebaulich und stadtgeschichtlich von Bedeutung | 09302546 |
|                                         | Wohnblock mit drei Mehrfamilienwohnhäusern der Wohnanlage Im Bogen | Im Bogen 15, 17, 19 (Karte)                                                            | 1934–1936 | Beamten-Wohnungs-Verein zu Görlitz eGmbH; städtebaulich und stadtgeschichtlich von Bedeutung | 09282536 |
|                                         | Mietshaus in geschlossener Bebauung | Jauernicker Straße 1 (Karte)                                                           | Um 1900 | Baugeschichtlich und städtebaulich von Bedeutung | 09281704 |
|                                         | Mietshaus in geschlossener Bebauung | Jauernicker Straße 2 (Karte)                                                           | Um 1900 | Baugeschichtlich und städtebaulich von Bedeutung | 09281705 |
|                                         | Mietshaus in geschlossener Bebauung | Jauernicker Straße 3 (Karte)                                                           | Um 1900 | Baugeschichtlich und städtebaulich von Bedeutung | 09281706 |
|                                         | Mietshaus in geschlossener Bebauung | Jauernicker Straße 4 (Karte)                                                           | Um 1900 | Baugeschichtlich und städtebaulich von Bedeutung | 09281707 |
|                                         | Mietshaus in geschlossener Bebauung | Jauernicker Straße 5 (Karte)                                                           | Um 1900 | Baugeschichtlich und städtebaulich von Bedeutung | 09281708 |
|                                         | Mietshaus in geschlossener Bebauung | Jauernicker Straße 6 (Karte)                                                           | Um 1900 | Baugeschichtlich und städtebaulich von Bedeutung | 09281709 |
|                                         | Mietshaus in geschlossener Bebauung | Jauernicker Straße 7 (Karte)                                                           | Um 1900 | Baugeschichtlich und städtebaulich von Bedeutung | 09281710 |
|                                         | Mietshaus in geschlossener Bebauung | Jauernicker Straße 8 (Karte)                                                           | Um 1900 | Baugeschichtlich und städtebaulich von Bedeutung | 09281711 |
|                                         | Mietshaus in geschlossener Bebauung | Jauernicker Straße 9 (Karte)                                                           | Um 1890 | Baugeschichtlich und städtebaulich von Bedeutung | 09289208 |
|                                         | Mietshaus in geschlossener Bebauung | Jauernicker Straße 11 (Karte)                                                          | Um 1900 | Eckhaus, baugeschichtlich und städtebaulich von Bedeutung | 09283043 |
|                                         | Mietshaus in geschlossener Bebauung | Jauernicker Straße 12 (Karte)                                                          | Um 1900 | Baugeschichtlich und städtebaulich von Bedeutung | 09280203 |
|                                         | Mietshaus in geschlossener Bebauung | Jauernicker Straße 14 (Karte)                                                          | Um 1900 | Baugeschichtlich und städtebaulich von Bedeutung | 09280204 |
|                                         | Zum Grafen Zeppelin; Hotel in geschlossener Bebauung | Jauernicker Straße 15 (Karte)                                                          | Um 1900 | Baugeschichtlich und ortsgeschichtlich von Bedeutung | 09280205 |
|                                         | Mietshaus in geschlossener Bebauung | Jauernicker Straße 16 (Karte)                                                          | Um 1900 | Baugeschichtlich und städtebaulich von Bedeutung | 09280206 |
|                                         | Mietshaus in geschlossener Bebauung | Jauernicker Straße 17 (Karte)                                                          | Um 1900 | Baugeschichtlich und städtebaulich von Bedeutung | 09280207 |
|                                         | Mietshaus in geschlossener Bebauung | Jauernicker Straße 18 (Karte)                                                          | Um 1900 | Baugeschichtlich und städtebaulich von Bedeutung | 09280208 |
|                                         | Mietshaus in geschlossener Bebauung | Jauernicker Straße 19 (Karte)                                                          | Um 1900 | Baugeschichtlich und städtebaulich von Bedeutung | 09280209 |
|                                         | Mietshaus in geschlossener Bebauung | Jauernicker Straße 20 (Karte)                                                          | Um 1900 | Klinkerfassade, baugeschichtlich und städtebaulich von Bedeutung | 09280210 |
|                                         | Mietshaus in geschlossener Bebauung | Jauernicker Straße 21 (Karte)                                                          | Bezeichnet mit 1899 | Baugeschichtlich und städtebaulich von Bedeutung | 09280211 |
|                                         | Mietshaus in geschlossener Bebauung | Jauernicker Straße 22 (Karte)                                                          | Um 1900 | Baugeschichtlich und städtebaulich von Bedeutung | 09280212 |
|                                         | Mietshaus in geschlossener Bebauung | Jauernicker Straße 24 (Karte)                                                          | Um 1900 | Klinkerfassade mit Betonung durch Mittelrisalit, baugeschichtlich und städtebaulich von Bedeutung | 09280202 |
|                                         | Mietshaus in geschlossener Bebauung | Jauernicker Straße 25 (Karte)                                                          | Um 1900 | Klinkerfassade, baugeschichtlich und städtebaulich von Bedeutung | 09280201 |
|                                         | Mietshaus in geschlossener Bebauung | Jauernicker Straße 26 (Karte)                                                          | Um 1900 | Baugeschichtlich und städtebaulich von Bedeutung | 09280200 |
|                                         | Mietshaus in geschlossener Bebauung | Jauernicker Straße 27 (Karte)                                                          | Um 1900 | Baugeschichtlich und städtebaulich von Bedeutung | 09282510 |
|                                         | Mietshaus in geschlossener Bebauung | Jauernicker Straße 28 (Karte)                                                          | Um 1900 | Baugeschichtlich und städtebaulich von Bedeutung | 09280199 |
|                                         | Mietshaus in geschlossener Bebauung | Jauernicker Straße 29 (Karte)                                                          | Um 1900 | Klinkerfassade, baugeschichtlich und städtebaulich von Bedeutung | 09280198 |
|                                         | Mietshaus in geschlossener Bebauung | Jauernicker Straße 30 (Karte)                                                          | Um 1900 | Baugeschichtlich und städtebaulich von Bedeutung | 09280197 |
|                                         | Mietshaus mit Laden in geschlossener Bebauung, Eckhaus | Jauernicker Straße 33 (Karte)                                                          | Um 1900 | Durch Lage am August-Bebel-Platz städtebaulich und platzbildprägend von Bedeutung | 09280285 |
|                                         | Mietshaus in geschlossener Bebauung | Jauernicker Straße 34 (Karte)                                                          | Um 1900 | Klinkerfassade, baugeschichtlich und städtebaulich von Bedeutung | 09280195 |
|                                         | Mietshaus in geschlossener Bebauung | Jauernicker Straße 35 (Karte)                                                          | Um 1900 | Klinkerfassade, baugeschichtlich und städtebaulich von Bedeutung | 09280194 |
|                                         | Mietshaus in geschlossener Bebauung | Jauernicker Straße 36 (Karte)                                                          | Um 1900 | Baugeschichtlich und städtebaulich von Bedeutung | 09280193 |
|                                         | Mietshaus in geschlossener Bebauung | Jauernicker Straße 37 (Karte)                                                          | Um 1900 | Baugeschichtlich und städtebaulich von Bedeutung | 09280192 |
|                                         | Mietshaus in geschlossener Bebauung | Jauernicker Straße 38 (Karte)                                                          | Um 1900 | Baugeschichtlich und städtebaulich von Bedeutung | 09280191 |
|                                         | Mietshaus in geschlossener Bebauung | Jauernicker Straße 39 (Karte)                                                          | Um 1900 | Baugeschichtlich und städtebaulich von Bedeutung | 09280190 |
|                                         | Mietshaus in geschlossener Bebauung | Jauernicker Straße 40 (Karte)                                                          | Um 1900 | Baugeschichtlich und städtebaulich von Bedeutung | 09280189 |
|                                         | Mietshaus in geschlossener Bebauung | Jauernicker Straße 41 (Karte)                                                          | Um 1900 | 2. und 3. Obergeschoss Klinker, baugeschichtlich und städtebaulich von Bedeutung | 09280188 |
|                                         | Mietshaus in geschlossener Bebauung | Jauernicker Straße 42 (Karte)                                                          | Um 1900 | Baugeschichtlich und städtebaulich von Bedeutung | 09280187 |
|                                         | Mietshaus in geschlossener Bebauung, Eckhaus zur Lutherstraße | Jauernicker Straße 43 (Karte)                                                          | Um 1900 | Baugeschichtlich und straßenbildprägend von Bedeutung | 09280186 |
|                                         | Mietshaus in geschlossener Bebauung | Jauernicker Straße 44 (Karte)                                                          | Um 1895 | Baugeschichtlich und städtebaulich von Bedeutung | 09281775 |
|                                         | Mietshaus in geschlossener Bebauung | Jauernicker Straße 45 (Karte)                                                          | Um 1895 | Baugeschichtlich und städtebaulich von Bedeutung | 09281776 |
|                                         | Mietshaus in geschlossener Bebauung | Jauernicker Straße 46 (Karte)                                                          | Um 1895 | Baugeschichtlich und städtebaulich von Bedeutung | 09281777 |
|                                         | Mietshaus in geschlossener Bebauung | Jauernicker Straße 48 (Karte)                                                          | Um 1895 | Baugeschichtlich und städtebaulich von Bedeutung | 09281778 |
|                                         | Mietshaus in geschlossener Bebauung | Jauernicker Straße 58 (Karte)                                                          | Um 1890 | Baugeschichtlich und städtebaulich von Bedeutung | 09281712 |
|                                         | Mietshaus in geschlossener Bebauung | Jauernicker Straße 59 (Karte)                                                          | 1894 | Neorenaissancefassade, baugeschichtlich und städtebaulich von Bedeutung | 09281713 |
|                                         | Mietshaus in geschlossener Bebauung | Jauernicker Straße 60 (Karte)                                                          | Um 1895 | Reiche Fassade, teilweise Klinker, baugeschichtlich und städtebaulich von Bedeutung | 09281714 |
|                                         | Mietshaus in geschlossener Bebauung | Jauernicker Straße 61 (Karte)                                                          | Um 1895 | Vorderfassade teilweise Klinker, baugeschichtlich und städtebaulich von Bedeutung | 09281764 |
|                                         | Mietshaus in geschlossener Bebauung | Jauernicker Straße 62 (Karte)                                                          | Um 1895 | Baugeschichtlich und städtebaulich von Bedeutung | 09281765 |
|                                         | Mietshaus in nach links geschlossener Bebauung | Jauernicker Straße 63 (Karte)                                                          | Um 1895 | Baugeschichtlich und städtebaulich von Bedeutung | 09281766 |
|                                         | Wohnhaus mit Einfriedung | Jeschkenstraße 1 (Karte)                                                               | Um 1920 | Baugeschichtlich von Bedeutung | 09280005 |
| Direkt Bild zu diesem Denkmal hochladen | Drei Mehrfamilienwohnhäuser der Wohnanlage Frauenburgstraße / Johann-Haß-Straße | Johann-Haß-Straße 2, 4, 6 (Karte)                                                      | Bezeichnet mit 1929 | Bezeichnet mit 1929, gebaut von der Stadt Görlitz, städtebaulich und sozialgeschichtlich von Bedeutung | 09283052 |
|                                         | Mietshaus in geschlossener Bebauung | Kamenzer Straße 1 (Karte)                                                              | Um 1900 | Baugeschichtlich und städtebaulich von Bedeutung | 09281823 |
|                                         | Mietshaus in geschlossener Bebauung | Kamenzer Straße 2 (Karte)                                                              | Um 1900 | Baugeschichtlich und städtebaulich von Bedeutung | 09281822 |
|                                         | Mietshaus in geschlossener Bebauung | Kamenzer Straße 3 (Karte)                                                              | Um 1900 | Baugeschichtlich und städtebaulich von Bedeutung | 09281821 |
|                                         | Mietshaus in geschlossener Bebauung | Kamenzer Straße 4 (Karte)                                                              | Um 1900 | Baugeschichtlich und städtebaulich von Bedeutung | 09281820 |
|                                         | Mietshaus in geschlossener Bebauung | Kamenzer Straße 5 (Karte)                                                              | 1903 | Jugendstilfassade, baugeschichtlich und städtebaulich von Bedeutung | 09281819 |
|                                         | Mietshaus in geschlossener Bebauung | Kamenzer Straße 8 (Karte)                                                              | Um 1900 | Obergeschosse Klinker, baugeschichtlich und städtebaulich von Bedeutung | 09281818 |
|                                         | Mietshaus in geschlossener Bebauung | Kamenzer Straße 9 (Karte)                                                              | Um 1900 | Obergeschosse Klinker, baugeschichtlich und städtebaulich von Bedeutung | 09281817 |
|                                         | Mietshaus in geschlossener Bebauung | Kamenzer Straße 13 (Karte)                                                             | Um 1900 | Baugeschichtlich und städtebaulich von Bedeutung | 09281816 |
|                                         | Mietshaus in geschlossener Bebauung | Kamenzer Straße 14 (Karte)                                                             | Um 1900 | Baugeschichtlich und städtebaulich von Bedeutung | 09281815 |
|                                         | Mietshaus mit Eckladen in geschlossener Bebauung, Eckhaus zur Sattigstraße | Kunnerwitzer Straße 1 (Karte)                                                          | Um 1900 | Baugeschichtlich und straßenbildprägend von Bedeutung | 09281755 |
|                                         | Mietshaus in geschlossener Bebauung, Läden mit originaler Front | Kunnerwitzer Straße 2 (Karte)                                                          | Um 1900 | Obergeschosse Klinker, baugeschichtlich und städtebaulich von Bedeutung | 09281754 |
|                                         | Mietshaus in geschlossener Bebauung, mit Laden mit originaler Front | Kunnerwitzer Straße 3 (Karte)                                                          | Um 1900 | Obergeschosse Klinker, baugeschichtlich und städtebaulich von Bedeutung | 09281753 |
|                                         | Mietshaus in geschlossener Bebauung, mit Läden mit originaler Front | Kunnerwitzer Straße 4 (Karte)                                                          | 1900 | Aufwändige Historismusfassade mit mittiger Betonung durch doppelte Loggien, baugeschichtlich und städtebaulich von Bedeutung | 09281752 |
|                                         | Mietshaus in geschlossener Bebauung | Kunnerwitzer Straße 5 (Karte)                                                          | 1900 | Baugeschichtlich und städtebaulich von Bedeutung | 09281751 |
|                                         | Mietshaus in geschlossener Bebauung, mit zwei Läden mit originaler Front | Kunnerwitzer Straße 6 (Karte)                                                          | Um 1900 | Baugeschichtlich und städtebaulich von Bedeutung | 09281838 |
|                                         | Mietshaus in geschlossener Bebauung, mit zwei Läden | Kunnerwitzer Straße 7 (Karte)                                                          | 1920er Jahre | Baugeschichtlich und städtebaulich von Bedeutung | 09281837 |
|                                         | Mietshaus in geschlossener Bebauung, mit zwei Läden mit originaler Front | Kunnerwitzer Straße 8 (Karte)                                                          | Um 1900 | Baugeschichtlich und städtebaulich von Bedeutung | 09281836 |
|                                         | Mietshaus in geschlossener Bebauung, mit zwei Läden mit originaler Front | Kunnerwitzer Straße 9 (Karte)                                                          | 1899 | Baugeschichtlich und städtebaulich von Bedeutung | 09281835 |
|                                         | Mietshaus in geschlossener Bebauung, mit Laden mit originaler Front | Kunnerwitzer Straße 10 (Karte)                                                         | Um 1900 | Baugeschichtlich und städtebaulich von Bedeutung | 09281834 |
|                                         | Mietshaus in geschlossener Bebauung, mit neueren Läden | Kunnerwitzer Straße 11 (Karte)                                                         | Um 1900 | Haus mit Knick in der Fassade, Obergeschosse Klinker, baugeschichtlich und städtebaulich von Bedeutung | 09281833 |
|                                         | Mietshaus in geschlossener Bebauung | Kunnerwitzer Straße 12 (Karte)                                                         | Um 1900 | Obergeschosse Klinker, baugeschichtlich und städtebaulich von Bedeutung | 09281832 |
|                                         | Mietshaus in geschlossener Bebauung, mit Laden mit originaler Front | Kunnerwitzer Straße 13 (Karte)                                                         | 1899 | Obergeschosse Klinker, aufwändiger historistischer Fassadenschmuck, Fassade identisch mit Nr. 14, baugeschichtlich und städtebaulich von Bedeutung | 09281831 |
|                                         | Mietshaus in geschlossener Bebauung, mit Laden mit originaler Front | Kunnerwitzer Straße 14 (Karte)                                                         | 1899 | Obergeschosse Klinker, aufwändiger historistischer Fassadenschmuck, Fassade identisch mit Nr. 13, baugeschichtlich und städtebaulich von Bedeutung | 09281830 |
|                                         | Mietshaus in geschlossener Bebauung | Kunnerwitzer Straße 15 (Karte)                                                         | Um 1895 | Baugeschichtlich und städtebaulich von Bedeutung | 09281829 |
|                                         | Mietshaus in geschlossener Bebauung, Eckhaus zur Biesnitzer Straße | Kunnerwitzer Straße 16 (Karte)                                                         | Um 1900 | Baugeschichtlich und straßenbildprägend von Bedeutung | 09281828 |
|                                         | Mietshaus mit Laden in geschlossener Bebauung, Eckhaus zum Sechsstädte-Platz | Kunnerwitzer Straße 17 (Karte)                                                         | Um 1895 | Laden an Kunnerwitzer Straße mit originaler Front, qualitätvolle Fassade, baugeschichtlich und platzbildprägend von Bedeutung | 09281756 |
| Weitere Bilder                          | Mietshaus in geschlossener Bebauung | Kunnerwitzer Straße 18 (Karte)                                                         | Um 1895 | Repräsentative späthistoristische Fassade, baugeschichtlich und straßenbildprägend von Bedeutung | 09281757 |
|                                         | Mietshaus in geschlossener Bebauung | Kunnerwitzer Straße 19 (Karte)                                                         | 1899 | Baugeschichtlich und städtebaulich von Bedeutung | 09281758 |
|                                         | Mietshaus in geschlossener Bebauung, mit Laden mit originaler Front | Kunnerwitzer Straße 20 (Karte)                                                         | Um 1900 | Baugeschichtlich und städtebaulich von Bedeutung | 09281759 |
|                                         | Mietshaus in geschlossener Bebauung, mit Laden mit originaler Front | Kunnerwitzer Straße 21 (Karte)                                                         | Um 1900 | Baugeschichtlich und städtebaulich von Bedeutung | 09281760 |
|                                         | Mietshaus in geschlossener Bebauung, mit Laden mit originaler Front | Kunnerwitzer Straße 22 (Karte)                                                         | Um 1900 | Obergeschosse Klinker, baugeschichtlich und städtebaulich von Bedeutung | 09281761 |
|                                         | Mietshaus in geschlossener Bebauung, mit Läden | Kunnerwitzer Straße 23 (Karte)                                                         | Um 1900 | Obergeschosse Klinker, baugeschichtlich und städtebaulich von Bedeutung | 09281762 |
| Weitere Bilder                          | Mietshaus in geschlossener Bebauung | Kunnerwitzer Straße 24 (Karte)                                                         | Um 1900 | Obergeschosse Klinker, baugeschichtlich und städtebaulich von Bedeutung | 09281763 |
| Weitere Bilder                          | Mietshaus in geschlossener Bebauung, mit Laden mit originaler Front | Kunnerwitzer Straße 25 (Karte)                                                         | Um 1900 | Baugeschichtlich und städtebaulich von Bedeutung | 09281747 |
| Weitere Bilder                          | Gemeindehaus in geschlossener Bebauung | Kunnerwitzer Straße 26 (Karte)                                                         | Um 1895 | Enthält den kirchlichen Konkordiasaal, Bau hebt sich durch die in einer einzigen Etage angeordneten großen Fenster aus dem Straßenzug heraus, baugeschichtlich und ortsgeschichtlich von Bedeutung | 09281748 |
|                                         | Mietshaus in geschlossener Bebauung mit Vorgarten | Lessingstraße 1 (Karte)                                                                | Um 1895 | Baugeschichtlich und städtebaulich von Bedeutung | 09281518 |
|                                         | Mietshaus in geschlossener Bebauung mit Vorgarten | Lessingstraße 2 (Karte)                                                                | Um 1910 | Baugeschichtlich und städtebaulich von Bedeutung | 09281517 |
|                                         | Mietshaus in geschlossener Bebauung mit Vorgarten | Lessingstraße 3 (Karte)                                                                | Um 1910 | Baugeschichtlich und städtebaulich von Bedeutung | 09281516 |
|                                         | Mietshaus in geschlossener Bebauung mit Vorgarten | Lessingstraße 4 (Karte)                                                                | Um 1910 | Baugeschichtlich und städtebaulich von Bedeutung | 09281515 |
|                                         | Mehrfamilienhaus mit drei Eingängen | Lutherstraße 8, 9, 10 (Karte)                                                          | 1920er Jahre | Baugeschichtlich von Bedeutung | 09283048 |
|                                         | Wohnhaus und Scheune und Seitengebäude eines Bauernhofes | Lutherstraße 11 (Karte)                                                                | Um 1850 | Teil der alten Ortsstruktur, baugeschichtlich von Bedeutung | 09280237 |
| Weitere Bilder                          | Fabrikgebäude, später Speisesaal | Lutherstraße 13 (Karte)                                                                | Um 1900 | Repräsentativer Klinkerbau, baugeschichtlich von Bedeutung | 09280239 |
|                                         | Knopffabrik Riedel | Lutherstraße 15 (Karte)                                                                | Um 1900 | Baugeschichtlich und ortsgeschichtlich von Bedeutung | 09280240 |
|                                         | Mietshaus in geschlossener Bebauung | Lutherstraße 17 (Karte)                                                                | Um 1900 | Baugeschichtlich und städtebaulich von Bedeutung | 09280241 |
|                                         | Mietshaus in geschlossener Bebauung, mit Laden | Lutherstraße 20 (Karte)                                                                | Um 1895 | Baugeschichtlich und städtebaulich von Bedeutung | 09281767 |
|                                         | Mietshaus in geschlossener Bebauung | Lutherstraße 21 (Karte)                                                                | Um 1895 | Baugeschichtlich und städtebaulich von Bedeutung | 09281768 |
|                                         | Mietshaus in geschlossener Bebauung | Lutherstraße 22 (Karte)                                                                | Um 1895 | Klinkerfassade, baugeschichtlich und städtebaulich von Bedeutung | 09281769 |
|                                         | Mietshaus in geschlossener Bebauung, mit Laden | Lutherstraße 23 (Karte)                                                                | Um 1895 | Baugeschichtlich und städtebaulich von Bedeutung | 09281770 |
|                                         | Mietshaus in geschlossener Bebauung | Lutherstraße 24 (Karte)                                                                | Um 1895 | Klinkerfassade, baugeschichtlich und städtebaulich von Bedeutung | 09281771 |
|                                         | Mietshaus in geschlossener Bebauung, mit Laden | Lutherstraße 25 (Karte)                                                                | Um 1895 | Baugeschichtlich und städtebaulich von Bedeutung | 09281772 |
|                                         | Mietshaus in geschlossener Bebauung | Lutherstraße 26 (Karte)                                                                | Um 1895 | Baugeschichtlich und städtebaulich von Bedeutung | 09281773 |
|                                         | Mietshaus mit Läden in geschlossener Bebauung, Eckhaus zur Jauernicker Straße | Lutherstraße 27 (Karte)                                                                | Um 1895 | Baugeschichtlich und straßenbildprägend von Bedeutung | 09281774 |
|                                         | Mietshaus in geschlossener Bebauung, mit Laden | Lutherstraße 28 (Karte)                                                                | Um 1900 | Baugeschichtlich und städtebaulich von Bedeutung | 09280216 |
|                                         | Mietshaus in geschlossener Bebauung | Lutherstraße 29 (Karte)                                                                | Um 1900 | Baugeschichtlich und städtebaulich von Bedeutung | 09280217 |
|                                         | Mietshaus in geschlossener Bebauung | Lutherstraße 30 (Karte)                                                                | Um 1900 | Baugeschichtlich und städtebaulich von Bedeutung | 09280218 |
|                                         | Mietshaus in geschlossener Bebauung, mit Laden | Lutherstraße 31 (Karte)                                                                | Um 1900 | Baugeschichtlich und städtebaulich von Bedeutung | 09280219 |
|                                         | Mietshaus in geschlossener Bebauung, mit Laden | Lutherstraße 32 (Karte)                                                                | Um 1900 | Baugeschichtlich und städtebaulich von Bedeutung | 09280220 |
|                                         | Mietshaus in geschlossener Bebauung, mit Laden | Lutherstraße 33 (Karte)                                                                | Um 1900 | Baugeschichtlich und städtebaulich von Bedeutung | 09280221 |
| Direkt Bild zu diesem Denkmal hochladen | Mietshaus mit Eckladen in geschlossener Bebauung, Eckhaus, mit Garteneinfriedung und Vorgarten | Lutherstraße 34 (Biesnitzer Straße 77a) (Karte)                                        | Um 1900 | Baugeschichtlich und straßenbildprägend von Bedeutung | 09281567 |
|                                         | Mietshaus mit Laden in geschlossener Bebauung, Eckhaus zur Biesnitzer Straße, hier zurückgesetzt | Lutherstraße 35 (Karte)                                                                | Um 1900 | Klinkerfassade, baugeschichtlich und straßenbildprägend von Bedeutung | 09281566 |
|                                         | Mietshaus in geschlossener Bebauung | Lutherstraße 36 (Karte)                                                                | Um 1900 | Baugeschichtlich und städtebaulich von Bedeutung | 09280227 |
|                                         | Mietshaus in geschlossener Bebauung, mit Laden | Lutherstraße 37 (Karte)                                                                | Um 1900 | Baugeschichtlich und städtebaulich von Bedeutung | 09280226 |
|                                         | Mietshaus in geschlossener Bebauung und zwei Gewerbegebäude im Hof | Lutherstraße 38 (Karte)                                                                | Um 1900 | Baugeschichtlich und städtebaulich von Bedeutung | 09280225 |
|                                         | Mietshaus in geschlossener Bebauung, mit Laden | Lutherstraße 39 (Karte)                                                                | Um 1900 | Baugeschichtlich und städtebaulich von Bedeutung | 09280224 |
|                                         | Mietshaus in geschlossener Bebauung, mit Laden | Lutherstraße 40 (Karte)                                                                | Um 1900 | Baugeschichtlich und städtebaulich von Bedeutung | 09280223 |
|                                         | Mietshaus mit Laden in geschlossener Bebauung, Eckhaus zur Jauernicker Straße | Lutherstraße 41 (Karte)                                                                | Um 1900 | Baugeschichtlich und straßenbildprägend von Bedeutung | 09280222 |
|                                         | Mietshaus in geschlossener Bebauung, mit Laden | Lutherstraße 42 (Karte)                                                                | Um 1900 | Baugeschichtlich und städtebaulich von Bedeutung | 09280236 |
|                                         | Mietshaus in geschlossener Bebauung | Lutherstraße 43 (Karte)                                                                | Um 1900 | Baugeschichtlich und städtebaulich von Bedeutung | 09280235 |
|                                         | Mietshaus in geschlossener Bebauung, mit Laden | Lutherstraße 44 (Karte)                                                                | Um 1900 | Baugeschichtlich und städtebaulich von Bedeutung | 09280234 |
|                                         | Mietshaus in geschlossener Bebauung | Lutherstraße 45 (Karte)                                                                | Um 1900 | Klinkerfassade, baugeschichtlich und städtebaulich von Bedeutung | 09280233 |
|                                         | Mietshaus in geschlossener Bebauung, mit Laden | Lutherstraße 46 (Karte)                                                                | Um 1900 | Baugeschichtlich und städtebaulich von Bedeutung | 09280232 |
|                                         | Mietshaus in geschlossener Bebauung, mit Laden | Lutherstraße 47 (Karte)                                                                | Um 1900 | Baugeschichtlich und städtebaulich von Bedeutung | 09280231 |
|                                         | Mietshaus in geschlossener Bebauung, mit Laden | Lutherstraße 48 (Karte)                                                                | Um 1900 | Klinkerfassade, baugeschichtlich und städtebaulich von Bedeutung | 09280230 |
|                                         | Mietshaus in geschlossener Bebauung | Lutherstraße 49 (Karte)                                                                | Um 1900 | Klinkerfassade, baugeschichtlich und städtebaulich von Bedeutung | 09280229 |
|                                         | Mietshaus in geschlossener Bebauung, mit Laden, Eckhaus | Lutherstraße 50 (Karte)                                                                | Um 1900 | Baugeschichtlich und straßenbildprägend von Bedeutung | 09280228 |
| Weitere Bilder                          | Görlitzer Eisengießereien; Verwaltungsgebäude mit angebautem Pförtnerhaus in Ecklage Melanchthonstraße, weiteres Verwaltungsgebäude, Turbinenhaus mit Turbine, Ambulatorium, Fassadenteile und Fabrikgebäude an der Lutherstraße sowie vier Fabrikgebäude im Fabrikgelände | Lutherstraße 51 (Karte)                                                                | Um 1900 (Gebäude 5, hintere Halle); um 1900 (Gebäude 21); 1930er Jahre (Gebäude 8, 9); 1939/1940 (Gebäude 7); 1953 (Gebäude 14, 15)                      | Baugeschichtlich, industriegeschichtlich und technikgeschichtlich von Bedeutung | 09280238 |
| Direkt Bild zu diesem Denkmal hochladen | Zwei Mehrfamilienwohnhäuser der Wohnanlage Melanchthon-/Sattigstraße in geschlossener Bebauung | Melanchthonstraße 1, 2 (Karte)                                                         | 1930 (bezeichnet) | Beamten-Wohnungs-Verein zu Görlitz eGmbH; städtebaulich und sozialgeschichtlich von Bedeutung | 09283045 |
|                                         | Zehn Mehrfamilienwohnhäuser der Wohnanlage Melanchthon-/Sattigstraße in geschlossener Bebauung | Melanchthonstraße 3, 4, 5, 6, 7, 8, 9, 10, 11, 12 (Karte)                              | Bezeichnet mit 1930 | Beamten-Wohnungs-Verein zu Görlitz eGmbH; städtebaulich und sozialgeschichtlich von Bedeutung | 09302740 |
|                                         | Mietshaus in geschlossener Bebauung | Melanchthonstraße 13 (Karte)                                                           | Um 1905 | Baugeschichtlich und städtebaulich von Bedeutung | 09280298 |
|                                         | Mietshaus in geschlossener Bebauung | Melanchthonstraße 14 (Karte)                                                           | Um 1905 | Städtebaulich von Bedeutung | 09280299 |
|                                         | Mietshaus in geschlossener Bebauung mit Vorgarten und Einfriedung | Melanchthonstraße 15 (Karte)                                                           | Um 1912 | Baugeschichtlich und städtebaulich von Bedeutung | 09280300 |
|                                         | Zwei im Winkel stehende Fabrikgebäude einer Leder- und Kofferfabrik | Melanchthonstraße 19 (Karte)                                                           | Um 1900 | Putz mit Klinkergliederung, baugeschichtlich und ortsgeschichtlich von Bedeutung | 09283085 |
|                                         | Mietshaus in geschlossener Bebauung mit Vorgarten | Melanchthonstraße 26 (Karte)                                                           | Um 1900 | Obergeschosse verklinkert, baugeschichtlich und städtebaulich von Bedeutung | 09280301 |
|                                         | Mietshaus in geschlossener Bebauung mit Vorgarten | Melanchthonstraße 27 (Karte)                                                           | Um 1900 | Baugeschichtlich und städtebaulich von Bedeutung | 09280302 |
|                                         | Doppelwohnhaus mit Laden in geschlossener Bebauung, Kopfbau, ein Haus mit Melanchthonstraße 28, dazu Vorgarten | Melanchthonstraße 28 (Gutenbergstraße 8) (Karte)                                       | Um 1925 | Wohl sozialer Wohnungsbau, städtebaulich von Bedeutung | 09280017 |
|                                         | Wohnhaus in geschlossener Bebauung mit Vorgarten | Melanchthonstraße 29 (Karte)                                                           | Um 1910 | Baugeschichtlich und städtebaulich von Bedeutung | 09280015 |
|                                         | Wohnhaus in geschlossener Bebauung mit Vorgarten | Melanchthonstraße 30 (Karte)                                                           | Um 1910 | Baugeschichtlich und städtebaulich von Bedeutung | 09280014 |
|                                         | Wohnhaus in geschlossener Bebauung mit Vorgarten | Melanchthonstraße 31 (Karte)                                                           | Um 1910 | Baugeschichtlich und städtebaulich von Bedeutung | 09280013 |
|                                         | Wohnhaus in geschlossener Bebauung mit Vorgarten | Melanchthonstraße 32 (Karte)                                                           | Um 1910 | Baugeschichtlich und städtebaulich von Bedeutung | 09280012 |
| Direkt Bild zu diesem Denkmal hochladen | Wohnhaus in geschlossener Bebauung mit Vorgarten und Einfriedung | Melanchthonstraße 33 (Karte)                                                           | 1920er Jahre | Sozialer Wohnungsbau, Architekt wohl Alfred Hentschel, baugeschichtlich und städtebaulich von Bedeutung | 09281998 |
|                                         | Fünf Mehrfamilienwohnhäuser in geschlossener Bebauung, Einfriedungsmauer und Vorgarten | Melanchthonstraße 33a, 33b, 33c, 33d, 33e (Karte)                                      | 1930er Jahre | Sozialer Wohnungsbau, Architekt Alfred Hentschel, baugeschichtlich und sozialgeschichtlich von Bedeutung | 09281671 |
| Weitere Bilder                          | Gemeindeschule 11-12; Schule mit zwei Freitreppen, Turnhalle, Schulhofgelände mit Einfriedung sowie Grünanlagen mit Baumbestand | Melanchthonstraße 34, 35 (Karte)                                                       | 1903 | Baugeschichtlich, straßenbildprägend und ortsgeschichtlich von Bedeutung | 09280303 |
|                                         | Wohnhaus in geschlossener Bebauung, Eckhaus, mit Vorgarten | Melanchthonstraße 36 (Karte)                                                           | 1926 | Baugeschichtlich und städtebaulich von Bedeutung | 09280297 |
|                                         | Wohnhaus mit Laden in geschlossener Bebauung und Vorgarten | Melanchthonstraße 37 (Karte)                                                           | Um 1925 | Im gesamten Haus Art-Déco-Ausmalung, baugeschichtlich und städtebaulich von Bedeutung | 09280296 |
|                                         | Wohnhaus in geschlossener Bebauung mit Vorgarten | Melanchthonstraße 38 (Karte)                                                           | Um 1930 | Baugeschichtlich und städtebaulich von Bedeutung | 09280295 |
|                                         | Wohnhaus in geschlossener Bebauung mit Einfriedung und Vorgarten | Melanchthonstraße 39c (Karte)                                                          | Um 1925 | Baugeschichtlich und städtebaulich von Bedeutung | 09280294 |
|                                         | Mietshaus in geschlossener Bebauung mit Einfriedung und Vorgarten | Melanchthonstraße 40 (Karte)                                                           | Um 1900 | Baugeschichtlich und städtebaulich von Bedeutung | 09280293 |
|                                         | Mietshaus in geschlossener Bebauung mit Vorgarten | Melanchthonstraße 41 (Karte)                                                           | Um 1905 | Baugeschichtlich und städtebaulich von Bedeutung | 09280292 |
|                                         | Mietshaus in geschlossener Bebauung mit Vorgarten | Melanchthonstraße 42 (Karte)                                                           | Um 1905 | Baugeschichtlich und städtebaulich von Bedeutung | 09280291 |
|                                         | Mietshaus in geschlossener Bebauung mit Einfriedung und Vorgarten | Melanchthonstraße 43 (Karte)                                                           | Um 1910 | Baugeschichtlich und städtebaulich von Bedeutung | 09280290 |
|                                         | Mietshaus in geschlossener Bebauung mit Vorgarten | Melanchthonstraße 44 (Karte)                                                           | Um 1900 | Baugeschichtlich und städtebaulich von Bedeutung | 09280289 |
|                                         | Mietshaus in geschlossener Bebauung, mit Laden mit originaler Front und Vorgarten | Melanchthonstraße 45 (Karte)                                                           | Um 1900 | Baugeschichtlich und städtebaulich von Bedeutung | 09280288 |
|                                         | Mietshaus in geschlossener Bebauung mit Vorgarten | Melanchthonstraße 46 (Karte)                                                           | Um 1900 | Obergeschosse Klinker, baugeschichtlich und städtebaulich von Bedeutung | 09280287 |
|                                         | Wohnhaus in geschlossener Bebauung mit Vorgarten | Melanchthonstraße 47 (Karte)                                                           | Um 1920 | Baugeschichtlich und städtebaulich von Bedeutung | 09280286 |
| Direkt Bild zu diesem Denkmal hochladen | Vier Mehrfamilienwohnhäuser einer Wohnanlage in geschlossener Bebauung | Melanchthonstraße 48, 49, 50, 51 (Karte)                                               | Um 1930 | Genossenschaftliche Wohnbauten, städtebaulich und sozialgeschichtlich von Bedeutung | 09303200 |
|                                         | Acht Mehrfamilienwohnhäuser der Wohnanlage Melanchthon-/Sattigstraße | Melanchthonstraße 52, 53, 54, 55, 56, 57, 58, 59 (Karte)                               | Um 1930 | Beamten-Wohnungs-Verein zu Görlitz eGmbH; städtebaulich und sozialgeschichtlich von Bedeutung | 09283046 |
| Direkt Bild zu diesem Denkmal hochladen | Pomologischer Garten (Sachgesamtheit) | Paul-Keller-Straße 7 (Karte)                                                           | Ab 1865 | Sachgesamtheit Pomologischer Garten als einstiger Obstgarten mit folgenden Einzeldenkmalen: Villa mit Saalanbau und Veranda, Gärtnerhaus, Scheune, Nebengebäude, Treibmauern, Einfriedungsmauer mit zwei Toren und Teich im Park (siehe Einzeldenkmale unter gleicher Anschrift, Obj. 09280321) sowie das gesamte Gelände mit parkähnlichem Bereich, Gärtnerei, Lindenreihe und Solitärbäumen (Gartendenkmal); angelegt 1865 durch den Kämmerer und späteren Oberbürgermeister Richtsteig als Teil des Weinberggartens, Grundstück seit 1929 Stadtbesitz, baugeschichtlich und ortsgeschichtlich und wissenschaftlich von Bedeutung | 09302801 |
| Direkt Bild zu diesem Denkmal hochladen | Villa mit Saalanbau und Veranda, Gärtnerhaus, Scheune, Nebengebäude, Treibmauern, Einfriedungsmauer mit zwei Toren und Teich im Park (siehe auch Sachgesamtheitsdokument Obj. 09302801)                                                                                    | Paul-Keller-Straße 7 (Karte)                                                           | 1865 (Villa); um 1910 (Gärtnerwohnung) | Einzeldenkmale der Sachgesamtheit Pomologischer Garten als einstiger Obstgarten; angelegt 1865 durch den Kämmerer und späteren Oberbürgermeister Carl Richtsteig als Teil des Weinberggartens, Grundstück seit 1929 Stadtbesitz, baugeschichtlich und ortsgeschichtlich von Bedeutung | 09280321 |
|                                         | Wohnhaus und Einfriedung, Doppelwohnhaus mit Biesnitzer Straße 58 | Pestalozzistraße 1 (Karte)                                                             | 1926 | Bestandteil der Siedlung Pestalozzistraße, Fröbelstraße und Biesnitzer Straße, Architekt Alfred Hentschel, baugeschichtlich und sozialgeschichtlich von Bedeutung | 09280722 |
|                                         | Wohnhaus mit vier Eingängen | Pestalozzistraße 2, 3, 4, 5 (Karte)                                                    | 1926 | Bestandteil der Siedlung Pestalozzistraße, Fröbelstraße, Biesnitzer Straße, Architekt Alfred Hentschel, baugeschichtlich und sozialgeschichtlich von Bedeutung | 09280025 |
|                                         | Wohnhaus mit vier Eingängen | Pestalozzistraße 6, 7, 8, 9 (Karte)                                                    | 1926 | Bestandteil der Siedlung Pestalozzistraße, Fröbelstraße, Biesnitzer Straße, Architekt Alfred Hentschel, baugeschichtlich und sozialgeschichtlich von Bedeutung | 09280026 |
|                                         | Wohnhaus mit vier Eingängen | Pestalozzistraße 10, 11, 12, 13 (Karte)                                                | 1926 | Bestandteil der Siedlung Pestalozzistraße, Fröbelstraße, Biesnitzer Straße, Architekt Alfred Hentschel, baugeschichtlich und sozialgeschichtlich von Bedeutung | 09280027 |
|                                         | Wohnhaus mit Laden in geschlossener Bebauung, Eckhaus, mit Vorgarten | Pestalozzistraße 66 (Karte)                                                            | Um 1925 | Baugeschichtlich und sozialgeschichtlich von Bedeutung | 09282000 |
|                                         | Wohnhaus mit Laden in geschlossener Bebauung, Eckhaus, mit Vorgarten | Pestalozzistraße 67 (Karte)                                                            | Um 1925 | Reliefs mit den Symbolen verschiedener Berufszweige, baugeschichtlich und sozialgeschichtlich von Bedeutung | 09281999 |
|                                         | Mietshaus in vom Typ geschlossener Bebauung, Eckhaus zur Biesnitzer Straße | Pomologische-Garten-Straße 1 (Karte)                                                   | Um 1890 | Baugeschichtlich und städtebaulich von Bedeutung | 09281734 |
|                                         | Mietshaus in geschlossener Bebauung, Eckhaus zur Biesnitzer Straße | Pomologische-Garten-Straße 2 (Karte)                                                   | Um 1890 | Baugeschichtlich und straßenbildprägend von Bedeutung | 09281733 |
|                                         | Mietshaus in geschlossener Bebauung | Pomologische-Garten-Straße 3 (Karte)                                                   | Um 1890 | Städtebaulich von Bedeutung | 09281735 |
|                                         | Mietshaus in geschlossener Bebauung | Pomologische-Garten-Straße 4 (Karte)                                                   | 1891 | Bauherr war der Schmiedemeister Heinrich Wittwer, baugeschichtlich und städtebaulich von Bedeutung | 09281992 |
|                                         | Mietshaus in geschlossener Bebauung | Pomologische-Garten-Straße 5 (Karte)                                                   | 1870er Jahre | Städtebaulich von Bedeutung | 09281993 |
|                                         | Wohnhaus eines einstigen Bauernhofes | Pomologische-Garten-Straße 6 (Karte)                                                   | 1859 | Städtebaulich von Bedeutung | 09281737 |
|                                         | Kakao-, Schokoladen- und Zuckerwaren-Fabrik Mattke und Sydow; Fabrikgebäude und Pförtnerhaus | Pomologische-Garten-Straße 8, 10 (Karte)                                               | Ab 1894 (Gründungsjahr) | Fabrik gelber Klinker, Muster aus roten Klinkern, baugeschichtlich, ortsgeschichtlich und straßenbildprägend von Bedeutung | 09281715 |
|                                         | Mietshaus in geschlossener Bebauung | Pomologische-Garten-Straße 9 (Karte)                                                   | 1870er Jahre | Städtebaulich von Bedeutung | 09281994 |
|                                         | Mietshaus in geschlossener Bebauung | Pomologische-Garten-Straße 11 (Karte)                                                  | 1870er Jahre | Städtebaulich von Bedeutung | 09281995 |
|                                         | Villa Sydow; Fabrikantenvilla des Schokoladenfabrikanten Sydow mit parkartigem Garten | Pomologische-Garten-Straße 12 (Karte)                                                  | 1890er Jahre | Baugeschichtlich von Bedeutung | 09281716 |
|                                         | Wasserversorgungsanlage; Wasserturm und Wasserbehälter | Pomologische-Garten-Straße 14 (Karte)                                                  | 1890 (Wasserturm); bezeichnet mit 1926 (Wasserhochbehälter)                                                                                              | Wasserturm gelber Klinker mit Muster, gebaut unter Magistratsrat Reichert, Wasserbehälter aus Stahlbeton, zweigeschossig, mit großem quadratischem Grundriss, expressionistische Architektur, baugeschichtlich und technikgeschichtlich von Bedeutung | 09281717 |
| Weitere Bilder                          | Richard-Raupach-Werke; Verwaltungsgebäude, Pförtnerhaus, fünf Fabrikhallen, sog. Technikum und Wohnhaus einer Maschinenfabrik | Pomologische-Garten-Straße 17, 19 (Zittauer Straße 32, 34, 36, 38, 40, 42, 44) (Karte) | Ab 1884, um 1910 fast alle Bauten da; 1896–1920 (Fabrikhalle); Ende 19. Jahrhundert (Verwaltungsgebäude, Pförtnerhaus und Technikum)                     | Fabrikhallen auch Adresse Zittauer Straße 32, 34, 36, 38, 40, 42, Wohnhaus Zittauer Straße 43, gegründet 1878 in der Leipziger Straße, 1884 Umsiedlung in die Pomologische Gartenstraße, Bauten gestalterisch anspruchsvoll durch Putzflächen mit Klinker-Gliederungssystem, baugeschichtlich und technikgeschichtlich von Bedeutung | 09281718 |
| Direkt Bild zu diesem Denkmal hochladen | Verwaltungsgebäude, drei miteinander verbundene Lokschuppen und Wasserkran | Reichenbacher Straße 1 (Karte)                                                         | Um 1910 (Lokschuppen); um1915 (Verwaltungsgebäude) | Bahnstrecke Görlitz–Dresden; einst Gebäude der Deutschen Bahn für den Instandhaltungsbetrieb, baugeschichtlich, eisenbahngeschichtlich und technikgeschichtlich von Bedeutung | 09302763 |
|                                         | Mietshaus in geschlossener Bebauung, mit Vorgarten | Reichertstraße 1 (Karte)                                                               | Um 1900 | Baugeschichtlich und städtebaulich von Bedeutung | 09280253 |
|                                         | Mietshaus mit Eckladen in geschlossener Bebauung, stumpfe Ecke zur Biesnitzer Straße, mit Vorgarten | Reichertstraße 2 (Biesnitzer Straße 73) (Karte)                                        | Um 1900 | Baugeschichtlich, städtebaulich und straßenbildprägend von Bedeutung | 09281580 |
|                                         | Mietshaus in geschlossener Bebauung, mit Vorgarten | Reichertstraße 3 (Karte)                                                               | Um 1910 | Baugeschichtlich und städtebaulich von Bedeutung | 09280254 |
|                                         | Mietshaus mit Laden in geschlossener Bebauung, mit Vorgarten | Reichertstraße 4 (Karte)                                                               | 1903 | Baugeschichtlich und städtebaulich von Bedeutung | 09280246 |
|                                         | Mietshaus mit Laden in geschlossener Bebauung, mit Vorgarten | Reichertstraße 5 (Karte)                                                               | 1902 | Baugeschichtlich und städtebaulich von Bedeutung | 09280255 |
|                                         | Mietshaus in geschlossener Bebauung, mit Vorgarten | Reichertstraße 6 (Karte)                                                               | Um 1900 | Baugeschichtlich und städtebaulich von Bedeutung | 09280245 |
|                                         | Mietshaus in geschlossener Bebauung, mit Einfriedung und Vorgarten | Reichertstraße 7 (Karte)                                                               | Um 1910 | Baugeschichtlich und städtebaulich von Bedeutung | 09280256 |
|                                         | Mietshaus in geschlossener Bebauung, mit Eckladen mit originaler Front, Einfriedung und Vorgarten | Reichertstraße 8 (Karte)                                                               | Um 1900 | Baugeschichtlich, städtebaulich und straßenbildprägend von Bedeutung | 09280244 |
|                                         | Mietshaus in geschlossener Bebauung, mit Vorgarten | Reichertstraße 9 (Karte)                                                               | Um 1900 | Baugeschichtlich und städtebaulich von Bedeutung | 09280257 |
|                                         | Mietshaus in geschlossener Bebauung, Eckhaus mit Vorgarten | Reichertstraße 10 (Karte)                                                              | Um 1900 | Baugeschichtlich und straßenbildprägend von Bedeutung | 09280243 |
|                                         | Mietshaus in geschlossener Bebauung, Eckhaus, mit Einfriedung und Vorgarten | Reichertstraße 11 (Karte)                                                              | Um 1900 | Baugeschichtlich und straßenbildprägend von Bedeutung | 09280258 |
|                                         | Mietshaus in geschlossener Bebauung, mit Einfriedung und Vorgarten | Reichertstraße 12 (Karte)                                                              | Um 1900 | Baugeschichtlich und städtebaulich von Bedeutung | 09280252 |
|                                         | Mietshaus in geschlossener Bebauung, mit Vorgarten | Reichertstraße 14 (Karte)                                                              | Um 1900 | Baugeschichtlich und städtebaulich von Bedeutung | 09280251 |
|                                         | Mietshaus in geschlossener Bebauung, mit Vorgarten | Reichertstraße 16 (Karte)                                                              | 1909 | Genossenschaftliches Gebäude mit Mittelrisalit, baugeschichtlich und städtebaulich von Bedeutung | 09303198 |
|                                         | Mietshaus in geschlossener Bebauung, mit Vorgarten | Reichertstraße 18 (Karte)                                                              | 1909 | Genossenschaftliches Gebäude mit Mittelrisalit, baugeschichtlich und städtebaulich von Bedeutung | 09303199 |
|                                         | Mietshaus in geschlossener Bebauung, mit Vorgarten | Reichertstraße 20 (Karte)                                                              | Um 1900 | Baugeschichtlich und städtebaulich von Bedeutung | 09280250 |
|                                         | Mietshaus in geschlossener Bebauung, mit Vorgarten | Reichertstraße 22 (Karte)                                                              | Um 1900 | Baugeschichtlich und städtebaulich von Bedeutung | 09280249 |
|                                         | Mietshaus in geschlossener Bebauung, mit Vorgarten | Reichertstraße 24 (Karte)                                                              | Um 1900 | Baugeschichtlich und städtebaulich von Bedeutung | 09280248 |
|                                         | Mietshaus in geschlossener Bebauung, Eckhaus, mit Vorgarten | Reichertstraße 26 (Karte)                                                              | Um 1900 | Baugeschichtlich und städtebaulich von Bedeutung | 09280247 |
|                                         | Wohnhaus in geschlossener Bebauung, mit Stützmauer und Treppe als Zugang über die Böschung | Reichertstraße 28 (Karte)                                                              | 1928 | Sozialer Wohnungsbau der Stadt Görlitz, symmetrisch, viergeschossig mit flachem Satteldach, mittig das hochgezogene Treppenhaus, typischer, im Inneren wie im Äußeren original erhaltener Bau seiner Zeit, ortsgeschichtlich und baugeschichtlich von Bedeutung | 09305765 |
|                                         | Drei Mehrfamilienhäuser einer Wohnanlage in geschlossener Bebauung | Reichertstraße 30, 32, 34 (Karte)                                                      | Um 1930 | Genossenschaftsbau, städtebaulich und sozialgeschichtlich von Bedeutung | 09301902 |
|                                         | Vier Mehrfamilienwohnhäuser einer Wohnanlage in geschlossener Bebauung, mit Vorgarten, Bruchsteineinfassungsmauer und Treppenaufgang | Reichertstraße 36, 38, 40, 42 (Karte)                                                  | Um 1930 | Städtebaulich und sozialgeschichtlich von Bedeutung | 09280259 |
|                                         | Drei Mehrfamilienwohnhäuser einer Wohnanlage in geschlossener Bebauung, mit Vorgarten und Bruchsteineinfassungsmauer und Treppenaufgang, gleiche Gestaltung wie Frauenburgstraße 2                                                                                         | Reichertstraße 44, 46, 48 (Karte)                                                      | 1920er Jahre | Sozialer Wohnungsbau, städtebaulich und sozialgeschichtlich von Bedeutung | 09282001 |
| Direkt Bild zu diesem Denkmal hochladen | Acht Mehrfamilienwohnhäuser einer Wohnanlage in geschlossener Bebauung, Nr. 50–58 mit Vorgarten und Bruchsteineinfassungsmauer | Reichertstraße 50, 52, 54, 56, 58, 60, 62, 64 (Karte)                                  | Bezeichnet mit 1928 | Gebaut von der Stadt Görlitz, städtebaulich und sozialgeschichtlich von Bedeutung | 09282328 |
|                                         | Wohnhaus mit Einfriedung | Reuterstraße 1 (Karte)                                                                 | 1923 | Baugeschichtlich und städtebaulich von Bedeutung | 09280040 |
|                                         | Villenartiges Wohnhaus | Reuterstraße 3 (Karte)                                                                 | Um 1925 | Baugeschichtlich und städtebaulich von Bedeutung | 09289044 |
|                                         | Wohnhaus | Reuterstraße 4 (Karte)                                                                 | Um 1920 | Baugeschichtlich von Bedeutung | 09280039 |
|                                         | Wohnhaus mit Einfriedung | Reuterstraße 5 (Karte)                                                                 | Um 1912 | Baugeschichtlich von Bedeutung | 09280037 |
|                                         | Wohnhaus mit Einfriedung | Reuterstraße 6 (Karte)                                                                 | Um 1920 | Baugeschichtlich von Bedeutung | 09280038 |
|                                         | Doppelwohnhaus | Reuterstraße 7, 7a (Karte)                                                             | Um 1920 | Baugeschichtlich von Bedeutung | 09289045 |
|                                         | Villenartiges Wohnhaus | Reuterstraße 8 (Karte)                                                                 | Um 1925 | Baugeschichtlich von Bedeutung | 09282439 |
|                                         | Villenartiges Wohnhaus | Reuterstraße 9 (Karte)                                                                 | Um 1925 | Baugeschichtlich von Bedeutung | 09280036 |
|                                         | Villenartiges Wohnhaus | Reuterstraße 10 (Karte)                                                                | Um 1925 | Baugeschichtlich von Bedeutung | 09280035 |
|                                         | Villa mit Einfriedung und Pfortenbogen | Reuterstraße 13 (Karte)                                                                | 1921 | Baugeschichtlich von Bedeutung | 09280033 |
|                                         | Villa | Reuterstraße 19 (Karte)                                                                | Um 1920 | Baugeschichtlich von Bedeutung | 09289046 |
|                                         | Villenartiges Wohnhaus | Reuterstraße 22 (Karte)                                                                | 1922 | Baugeschichtlich von Bedeutung | 09282769 |
|                                         | Villenartiges Wohnhaus | Reuterstraße 26 (Karte)                                                                | Bezeichnet mit 1925 | Baugeschichtlich von Bedeutung | 09282462 |
|                                         | Villenartiges Wohnhaus | Reuterstraße 27 (Karte)                                                                | Um 1925 | Baugeschichtlich von Bedeutung | 09282478 |
| Weitere Bilder                          | Doppelwohnhaus | Reuterstraße 28, 29 (Karte)                                                            | Um 1930 | Baugeschichtlich von Bedeutung | 09282516 |
|                                         | Mietshaus, nach links ein Haus mit Goethestraße 55, mit Vorgarten | Sattigstraße 2 (Karte)                                                                 | 1894 | Baugeschichtlich und städtebaulich von Bedeutung | 09281540 |
|                                         | Mietshaus in geschlossener Bebauung | Sattigstraße 14 (Karte)                                                                | Um 1905 | Klinker, anspruchsvolle eklektizistische Fassade, baugeschichtlich und städtebaulich von Bedeutung | 09281539 |
|                                         | Mietshaus in geschlossener Bebauung und kleines Hofgebäude | Sattigstraße 15 (Karte)                                                                | Um 1905 | Bauherr Holzlieferant Hermann Otto, repräsentative historistische Fassade, im Innern außergewöhnlich reich ausgestaltet, baugeschichtlich und städtebaulich von Bedeutung | 09281538 |
| Direkt Bild zu diesem Denkmal hochladen | Verwaltungsgebäude der Eisenbahn | Sattigstraße 15b (Karte)                                                               | 1914–1917 | Bahnstrecke Görlitz–Dresden ; Klinker, eingeschossig mit Walmdach und Mittelgiebel, eisenbahngeschichtlich von Bedeutung | 09302673 |
|                                         | Sattigplatz; Parkanlage zwischen Sattigstraße, Zittauer Straße und An der Jakobuskirche, mit Inspektionsgebäude der Reichsbahndirektion, großer Treppenanlage und Bunker mitsamt technischer Ausstattung                                                                   | Sattigstraße 16 (Karte)                                                                | 1868–1870 (Verwaltungsgebäude); um 1870 (Treppenanlage); 1884 (Parkanlage); 1950er Jahre (Bunker)                                                        | Parkanlage mit stark bewegter Topographie, Inspektionsgebäude der Reichsbahndirektion später Beamtenwohnhaus der Preußischen Bahnverwaltung, baugeschichtlich, eisenbahngeschichtlich, militärgeschichtlich und landschaftsgestaltend von Bedeutung | 09282984 |
|                                         | Mietshaus in vom Typ geschlossener Bebauung, mit Laden | Sattigstraße 19 (Karte)                                                                | Um 1900 | Baugeschichtlich und städtebaulich von Bedeutung | 09281738 |
|                                         | Mietshaus in geschlossener Bebauung, Eckhaus, mit Eckladen mit originaler Front | Sattigstraße 20 (Karte)                                                                | Um 1900 | Klinker, baugeschichtlich und straßenbildprägend von Bedeutung | 09281749 |
|                                         | Mietshaus in geschlossener Bebauung | Sattigstraße 21 (Karte)                                                                | Um 1900 | Klinker mit Putzgliederungen, baugeschichtlich und städtebaulich von Bedeutung | 09281699 |
|                                         | Mietshaus in geschlossener Bebauung | Sattigstraße 22 (Karte)                                                                | Um 1900 | Klinker mit Putzgliederungen, baugeschichtlich und städtebaulich von Bedeutung | 09281700 |
|                                         | Mietshaus in geschlossener Bebauung | Sattigstraße 23 (Karte)                                                                | Um 1900 | Klinker mit Putzgliederungen, baugeschichtlich und städtebaulich von Bedeutung | 09281701 |
|                                         | Mietshaus in geschlossener Bebauung | Sattigstraße 24 (Karte)                                                                | Um 1900 | Klinker mit Putzgliederung, baugeschichtlich und städtebaulich von Bedeutung | 09281702 |
|                                         | Mietshaus in geschlossener Bebauung, Eckhaus, mit Eckladen mit originaler Front | Sattigstraße 26 (Karte)                                                                | Um 1900 | Klinker, baugeschichtlich und städtebaulich von Bedeutung | 09281703 |
| Direkt Bild zu diesem Denkmal hochladen | Zwei Mehrfamilienwohnhäuser der Wohnanlage Melanchthon-/Sattigstraße | Sattigstraße 27, 28 (Karte)                                                            | Um 1930 | Beamten-Wohnungs-Verein zu Görlitz eGmbH; baugeschichtlich und städtebaulich von Bedeutung | 09283047 |
|                                         | Drei Mehrfamilienwohnhäuser der Wohnanlage Melanchthon-/Sattigstraße | Sattigstraße 29, 30, 31 (Karte)                                                        | Um 1930 | Beamten-Wohnungs-Verein zu Görlitz eGmbH; baugeschichtlich und städtebaulich von Bedeutung | 09302739 |
| Direkt Bild zu diesem Denkmal hochladen | Kindergarten | Sattigstraße 33 (Karte)                                                                | 1954 | Traditioneller eingeschossiger Putzbau über winkligem Grundriss, Satteldach, baugeschichtlich und sozialgeschichtlich von Bedeutung | 09302713 |
| Weitere Bilder                          | Sechsstädteplatz; Schmuckplatz mit diagonal verlaufenden Wegen, flankierenden Baumreihen und Baumgruppen | Sechsstädteplatz (Karte)                                                               | 1900 | Städtebaulich, stadtgeschichtlich und landschaftsgestaltend von Bedeutung | 09280576 |
|                                         | Mietshaus in geschlossener Bebauung, mit Eckladen mit alter Front | Sechsstädteplatz 1 (Karte)                                                             | Um 1900 | Eckhaus zur Kamenzer Straße, Fassade mit weißen Verblendziegeln, baugeschichtlich, städtebaulich und platzbildprägend von Bedeutung | 09281814 |
|                                         | Mietshaus in geschlossener Bebauung | Sechsstädteplatz 1a (Karte)                                                            | Um 1900 | Fassade mit neugotischen Stuckelementen, baugeschichtlich und städtebaulich von Bedeutung | 09281813 |
|                                         | Mietshaus in geschlossener Bebauung | Sechsstädteplatz 2 (Karte)                                                             | 1899 | Aufwändige Späthistorismusfassade, Obergeschosse Klinker, baugeschichtlich und städtebaulich von Bedeutung | 09281812 |
|                                         | Südstadt-Apotheke; Mietshaus mit Apotheke in geschlossener Bebauung, Laden mit originaler Front | Sechsstädteplatz 3 (Karte)                                                             | Um 1900 | Aufwändige Späthistorismusfassade, Obergeschosse gelbe Klinker, baugeschichtlich und städtebaulich von Bedeutung | 09281811 |
|                                         | Mietshaus in geschlossener Bebauung | Sechsstädteplatz 4 (Karte)                                                             | Um 1895 | Baugeschichtlich und städtebaulich von Bedeutung | 09281810 |
|                                         | Mietshaus mit Laden in geschlossener Bebauung, linksseitig ehemals Restaurant, mit Hofgebäude | Sechsstädteplatz 5 (Karte)                                                             | Um 1895 | Vorderhaus in den Obergeschossen Klinker, baugeschichtlich und städtebaulich von Bedeutung | 09281809 |
|                                         | Mietshaus in geschlossener Bebauung, Eckhaus zur Zittauer Straße | Wielandstraße 1 (Karte)                                                                | Um 1905 | Fassade, baugeschichtlich und straßenbildprägend von Bedeutung | 09281537 |
|                                         | Mietshaus in geschlossener Bebauung | Wielandstraße 2 (Karte)                                                                | Um 1905 | Historistische Fassade mit Jugendstilelementen, baugeschichtlich und städtebaulich von Bedeutung | 09281536 |
|                                         | Mietshaus in geschlossener Bebauung, Klinker | Wielandstraße 3 (Karte)                                                                | Um 1905 | Historistische Fassade mit Jugendstilelementen, baugeschichtlich und städtebaulich von Bedeutung | 09281535 |
|                                         | Mietshaus in geschlossener Bebauung | Wielandstraße 4 (Karte)                                                                | 1908 | Historistische Fassade, baugeschichtlich und städtebaulich von Bedeutung | 09281534 |
|                                         | Mietshaus in geschlossener Bebauung | Wielandstraße 5 (Karte)                                                                | Um 1900 | Historistische Fassade, baugeschichtlich und städtebaulich von Bedeutung | 09281533 |
|                                         | Mietshaus in geschlossener Bebauung | Wielandstraße 6 (Karte)                                                                | Um 1900 | Klinkerfassade, baugeschichtlich und städtebaulich von Bedeutung | 09281532 |
|                                         | Mietshaus in geschlossener Bebauung | Wielandstraße 7 (Karte)                                                                | Um 1900 | Klinkerfassade, baugeschichtlich und städtebaulich von Bedeutung | 09281531 |
|                                         | Mietshaus mit Laden, in geschlossener Bebauung | Wielandstraße 8 (Karte)                                                                | Um 1900 | Baugeschichtlich und städtebaulich von Bedeutung | 09281525 |
|                                         | Mietshaus mit Laden, in geschlossener Bebauung | Wielandstraße 9 (Karte)                                                                | Um 1900 | Klinkerfassade, baugeschichtlich und städtebaulich von Bedeutung | 09281524 |
|                                         | Mietshaus in geschlossener Bebauung | Wielandstraße 10 (Karte)                                                               | Um 1900 | Späthistoristische Fassade, baugeschichtlich und städtebaulich von Bedeutung | 09281523 |
|                                         | Mietshaus in geschlossener Bebauung, Eckhaus zur Carl-von-Ossietzky-Straße | Wielandstraße 11 (Karte)                                                               | Um 1900 | Baugeschichtlich und straßenbildprägend von Bedeutung | 09281522 |
|                                         | Mietshaus in geschlossener Bebauung | Wielandstraße 14 (Karte)                                                               | Um 1905 | Späthistoristische Fassade mit Jugendstilelementen, baugeschichtlich und städtebaulich von Bedeutung | 09281488 |
|                                         | Mietshaus in geschlossener Bebauung | Wielandstraße 15 (Karte)                                                               | Um 1905 | Klinkerfassade, baugeschichtlich und städtebaulich von Bedeutung | 09281487 |
|                                         | Mietshaus in geschlossener Bebauung | Wielandstraße 16 (Karte)                                                               | Um 1903 | Fassade betont durch Erker, Balkons und Zierfachwerk im Drempel und Giebelbereich, baugeschichtlich und städtebaulich von Bedeutung | 09281530 |
| Weitere Bilder                          | Mietshaus in geschlossener Bebauung mit Einfriedungsgitter | Wielandstraße 17 (Karte)                                                               | Um 1910 | Letzteres vor dem mittleren, zurückgesetzten Hausteil, Klinkerfassade, baugeschichtlich und städtebaulich von Bedeutung | 09281529 |
|                                         | Mietshaus in geschlossener Bebauung, mit kleinem Laden mit originaler Front | Wielandstraße 18 (Karte)                                                               | 1909 | Baugeschichtlich und städtebaulich von Bedeutung | 09281528 |
|                                         | Mietshaus in geschlossener Bebauung, Eckhaus | Wielandstraße 19 (Zittauer Straße 1) (Karte)                                           | Um 1900 | Klinker, mit prächtigen Fenstern eines einstigen Restaurants im gesamten Erdgeschoss, baugeschichtlich, städtebaulich und straßenbildprägend von Bedeutung | 09281527 |
| Weitere Bilder                          | Heilig-Geist-Kirche der Alt-Lutheraner | Zittauer Straße (Ecklage An der Jakobuskirche) (Karte)                                 | 1906 | Neuromanischer Bau, erbaut vom Oberlehrer der Görlitzer Baugewerkschule Ernst Peschko, baugeschichtlich und ortsgeschichtlich von Bedeutung | 09281743 |
|                                         | Mietshaus in geschlossener Bebauung, Eckhaus | Zittauer Straße 1 (Wielandstraße 19) (Karte)                                           | Um 1900 | Klinker, mit prächtigen Fenstern eines einstigen Restaurants im gesamten Erdgeschoss, baugeschichtlich, städtebaulich und straßenbildprägend von Bedeutung | 09281527 |
|                                         | Mietshaus in geschlossener Bebauung | Zittauer Straße 3 (Karte)                                                              | Um 1905 | Fassade mit überhöhtem Mittelrisalit, baugeschichtlich und städtebaulich von Bedeutung | 09281526 |
|                                         | Wohnhaus in nach links geschlossener Bebauung (nur linker alter Teil des Gebäudes) mit Vorgarten | Zittauer Straße 4 (Karte)                                                              | Um 1850 | Repräsentative Fassade, baugeschichtlich und städtebaulich von Bedeutung | 09281744 |
|                                         | Wohnhaus in geschlossener Bebauung mit Einfriedung und Vorgarten | Zittauer Straße 6 (Karte)                                                              | Um 1850 | Repräsentative und qualitätvolle Historismusfassade, baugeschichtlich und straßenbildprägend von Bedeutung | 09281745 |
|                                         | Wohnhaus in geschlossener Bebauung, mit Laden, teils mit originaler Front und Vorgarten | Zittauer Straße 8 (Karte)                                                              | Um 1850 | Repräsentative Fassade, baugeschichtlich und städtebaulich von Bedeutung | 09281746 |
|                                         | Spiegelfabrik „Spiegel-Rodig“ | Zittauer Straße 13 (Karte)                                                             | Um 1905 | Lang in die Tiefe des Grundstücks sich erstreckender dreigeschossiger Klinkerbau, baugeschichtlich und technikgeschichtlich von Bedeutung | 09281483 |
|                                         | Steuerkontrollhaus | Zittauer Straße 21 (Karte)                                                             | 1855 | Gebäude unmittelbar an der Straße gelegen, genormter Bau wie Heilige-Grab-Straße 41 und Rothenburger Straße 36, baugeschichtlich und ortsgeschichtlich von Bedeutung | 09281482 |
|                                         | Mietshaus, nach rechts in geschlossener Bebauung | Zittauer Straße 24 (Karte)                                                             | 1880er Jahre | Baugeschichtlich und städtebaulich von Bedeutung | 09281875 |
| Direkt Bild zu diesem Denkmal hochladen | Mietshaus in geschlossener Bebauung, Eckhaus, mit Vorgarten | Zittauer Straße 31 (Carl-von-Ossietzky-Straße 45) (Karte)                              | Um 1900 | Obergeschosse Klinker, Eckladen mit originaler Front, baugeschichtlich und städtebaulich von Bedeutung | 09281484 |
| Weitere Bilder                          | Richard-Raupach-Werke; Verwaltungsgebäude, Pförtnerhaus, fünf Fabrikhallen, sog. Technikum und Wohnhaus einer Maschinenfabrik | Zittauer Straße 32, 34, 36, 38, 40, 42, 44 (Pomologische-Garten-Straße 17, 19) (Karte) | Ab 1884, um 1910 fast alle Bauten da; 1896–1920 (Fabrikhalle); Ende 19. Jahrhundert (Verwaltungsgebäude, Pförtnerhaus und Technikum)                     | Fabrikhallen auch Adresse Zittauer Straße 32, 34, 36, 38, 40, 42, Wohnhaus Zittauer Straße 43, gegründet 1878 in der Leipziger Straße, 1884 Umsiedlung in die Pomologische Gartenstraße, Bauten gestalterisch anspruchsvoll durch Putzflächen mit Klinker-Gliederungssystem, baugeschichtlich und technikgeschichtlich von Bedeutung | 09281718 |
|                                         | Mietshaus in geschlossener Bebauung, mit Vorgarten | Zittauer Straße 33 (Karte)                                                             | Um 1900 | Baugeschichtlich und städtebaulich von Bedeutung | 09281872 |
|                                         | Mietshaus in geschlossener Bebauung, mit Vorgarten | Zittauer Straße 35 (Karte)                                                             | Um 1900 | Baugeschichtlich und städtebaulich von Bedeutung | 09281873 |
|                                         | Mietshaus in nach links geschlossener Bebauung, mit Einfriedung und Vorgarten | Zittauer Straße 37 (Karte)                                                             | Um 1900 | Baugeschichtlich und städtebaulich von Bedeutung | 09281874 |
|                                         | Richard-Raupach-Werke; Villa Raupach; Villa des Maschinenfabrikanten Richard Raupach | Zittauer Straße 43 (Karte)                                                             | 1849 | Repräsentatives Gebäude, baugeschichtlich und ortsgeschichtlich von Bedeutung, siehe auch Tierpark unter gleicher Anschrift als zugehöriger Park | 09281720 |
| Weitere Bilder                          | Richard-Raupach-Werke; ehemaliger Villenpark; Tierpark mit Teich, Tierhäuschen und Tiergehegen sowie Wegesystem und Gehölzbestand | Zittauer Straße 43 (Karte)                                                             | Ab 1957 | Ehemals Privatpark des Fabrikbesitzers Raupach, dessen Villen siehe Fischerstraße 1 und Zittauer Straße 43, gartenkünstlerisch, wissenschaftlich und stadtgeschichtlich von Bedeutung; 2011 Umsetzung der Schrotholzscheune von Hoyerswerda, OT Zeißig, Dorfaue 18, hierher geplant | 09280728 |
|                                         | Monumentale Sitzgruppe aus Granit | Zittauer Straße 44 (nahe) (Karte)                                                      | Um 1900 | Gehörte zum Raupach-Besitz, künstlerisch und straßenbildprägend von Bedeutung | 09281727 |
| Direkt Bild zu diesem Denkmal hochladen | Bauernhaus, Seitengebäude mit Anbau und Scheune eines Dreiseithofes, dazu Hofmauer | Zittauer Straße 62 (Karte)                                                             | Bezeichnet mit 1847 | Zeugnis bäuerlicher Lebens- und Wirtschaftsweise, baugeschichtlich von Bedeutung | 09281870 |
|                                         | Mietshaus in nach rechts geschlossener Bebauung | Zittauer Straße 63 (Karte)                                                             | Um 1895 | Baugeschichtlich und städtebaulich von Bedeutung | 09281725 |
|                                         | Mietshaus in geschlossener Bebauung | Zittauer Straße 65 (Karte)                                                             | Um 1895 | Baugeschichtlich und städtebaulich von Bedeutung | 09281724 |
|                                         | Mietshaus in geschlossener Bebauung | Zittauer Straße 67 (Karte)                                                             | Um 1895 | Baugeschichtlich und städtebaulich von Bedeutung | 09281723 |
|                                         | Mietshaus in vom Typus geschlossener Bebauung | Zittauer Straße 69 (Karte)                                                             | 1890er Jahre | Baugeschichtlich und städtebaulich von Bedeutung | 09281722 |
| Weitere Bilder                          | Straßenbahndepot mit Direktionsgebäude, Wagenhalle, Salzlager/Pforte, dazu zwei elektrische Triebwagen, ein Pferdebahnwagen und ein Sommerbeiwagen | Zittauer Straße 71, 73 (Karte)                                                         | 1882 (Pferdebahnwagen); 1897 (Wagenhalle, Direktionsgebäude); 1914 (Salz- und Sandlager, 1926 zur Pforte umgebaut); 1897 (Triebwagen); 1926 (Triebwagen) | Bauten Klinker, Wagenhalle in der Konstruktion alt, nur im Bild verändert, Triebwagen von 1897 und 1926, Pferdebahnwagen 1882, baugeschichtlich und technikgeschichtlich von Bedeutung. Elektrischer Triebwagen gelb ist Nummer 23, Elektrischer Triebwagen rot ist Nummer 29, Pferdebahnwagen ist grün und Nummer 9, Sommerbeiwagen (unrestauriert) ist Nummer 64. Pferdebahnwagen in der Halle, grün: Typ Görlitz, Hersteller P. Herbrand und Co Köln, zulässige Personenzahl 15 Reisende, 3 Mann Begleitpersonal, Gewicht leer 2300 kg, beladen 3800 kg, Kastenlänge 5440 mm, Kastenbreite 1950 mm, Höhe über SO 2650 mm, Achsabstand 1400 mm, Spurweite 1000 mm. Wagenhalle mit 9 Abstell- und Wartungsgleisen und einem sich nördlich anschließenden Werkstattbereich. | 09281869 |
|                                         | Mietshaus in geschlossener Bebauung, mit neuem Laden | Zittauer Straße 75 (Karte)                                                             | Um 1900 | Baugeschichtlich und städtebaulich von Bedeutung | 09281868 |
|                                         | Mietshaus in geschlossener Bebauung | Zittauer Straße 77 (Karte)                                                             | 1902 | Baugeschichtlich und städtebaulich von Bedeutung | 09281867 |
|                                         | Schützenhaus; Bellevue; Gasthaus mit Saalanbau und Gesellschaftsgarten | Zittauer Straße 78 (Karte)                                                             | 1845/1846 (Schützenhaus); vor 1868 (Gastwirtschaftsgarten)                                                                                               | Gebaut 1845 von einem Rittmeister Graf von Pückler, 1878 in das Gasthaus Bellevue umgewandelt, 17. Mai 1881 Einweihung als Schützenhaus mit Restaurant, Saal und Konzertgarten, gleichzeitig Bau einer Schießhalle, ab 1890 Fahrradausleihstation, 1952 Aufstockung des nunmehrigen Jugendklubhauses, baugeschichtlich und ortsgeschichtlich von Bedeutung | 09281876 |
| Direkt Bild zu diesem Denkmal hochladen | Mietshaus in geschlossener Bebauung, Eckhaus, mit Einfriedung und Vorgarten | Zittauer Straße 79 (Goethestraße 24) (Karte)                                           | Um 1900 | Reiche Fassade, baugeschichtlich und städtebaulich von Bedeutung | 09281866 |

## Ehemalige Denkmäler
| Bild                                    | Bezeichnung | Lage                          | Datierung | Beschreibung | ID       |
| --------------------------------------- | --- | ----------------------------- | --------- | --- | -------- |
|                                         | Mietshaus in geschlossener Bebauung                                                                                               | Jauernicker Straße 31 (Karte) | Um 1900   | Baugeschichtlich und städtebaulich von Bedeutung. Im Dezember 2021 abgerissen.                                                                 | 09280196 |
|                                         | Wohnhaus | Reuterstraße 24 (Karte)       | 1927      | Bauherr Fritz Cohn, Architekt Alfred Hentschel, baugeschichtlich von Bedeutung. Zwischen 2017 und 2024 aus der Denkmalliste gestrichen.        | 09282461 |
| Direkt Bild zu diesem Denkmal hochladen | Ephraim Eisenhandelsgesellschaft mbH Görlitz; Verwaltungsgebäude mit parkähnlichem Garten und Einfriedung (letztere Nebenanlagen) | Zittauer Straße 64 (Karte)    | 1921/1922 | Eisenhandel 1852 von Lesser Ephraim gegründet, baugeschichtlich und ortsgeschichtlich von Bedeutung; nach 2014 von der Denkmalliste gestrichen | 09281871 |

## Tabellenlegende
- Bild: Bild des Kulturdenkmals, ggf. zusätzlich mit einem Link zu weiteren Fotos des Kulturdenkmals im Medienarchiv Wikimedia Commons. Wenn man auf das Kamerasymbol klickt, können Fotos zu Kulturdenkmalen aus dieser Liste hochgeladen werden:
- Bezeichnung: Denkmalgeschützte Objekte und ggf. Bauwerksname des Kulturdenkmals
- Lage: Straßenname und Hausnummer oder Flurstücknummer des Kulturdenkmals. Die Grundsortierung der Liste erfolgt nach dieser Adresse. Der Link (Karte) führt zu verschiedenen Kartendiensten mit der Position des Kulturdenkmals. Fehlt dieser Link, wurden die Koordinaten noch nicht eingetragen. Sind diese bekannt, können sie über ein Tool mit einer Kartenansicht einfach nachgetragen werden. In dieser Kartenansicht sind Kulturdenkmale ohne Koordinaten mit einem roten bzw. orangen Marker dargestellt und können durch Verschieben auf die richtige Position in der Karte mit Koordinaten versehen werden. Kulturdenkmale ohne Bild sind an einem blauen bzw. roten Marker erkennbar.
- Datierung: Baubeginn, Fertigstellung, Datum der Erstnennung oder grobe zeitliche Einordnung entsprechend des Eintrags in der sächsischen Denkmaldatenbank
- Beschreibung: Kurzcharakteristik des Kulturdenkmals entsprechend des Eintrags in der sächsischen Denkmaldatenbank, ggf. ergänzt durch die dort nur selten veröffentlichten Erfassungstexte oder zusätzliche Informationen
- ID: Vom Landesamt für Denkmalpflege Sachsen vergebene, das Kulturdenkmal eindeutig identifizierende Objekt-Nummer. Der Link führt zum PDF-Denkmaldokument des Landesamtes für Denkmalpflege Sachsen. Bei ehemaligen Kulturdenkmalen können die Objektnummern unbekannt sein und deshalb fehlen bzw. die Links von aus der Datenbank entfernten Objektnummern ins Leere führen. Ein ggf. vorhandenes Icon  führt zu den Angaben des Kulturdenkmals bei Wikidata.